# Gustave de Galard

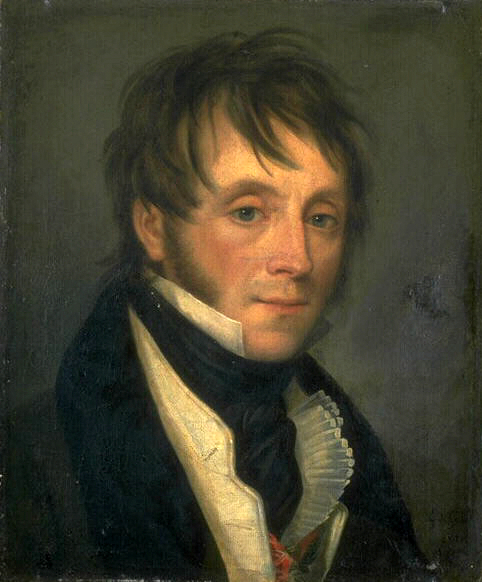
Gustave de Galard (Selbstporträt)

Philippe-Gustave, comte de Galard, (* 18. Mai 1779 in L’Isle-Bouzon, Gers; † 7. Mai 1841 in Bordeaux) war ein französischer Maler, Lithograph und Karikaturist.

## Leben
De Galard stammte aus der traditionsreichen Familie Galard und war der dritte Sohn des Marquis Joseph de Galard, Hauptmann des Kavallerieregiments Picardie, und der Marie-Suzanne Vignes-Sainte-Croix. Er besuchte die Militärschule von Sorèze. Jedoch wurde der Vater Joseph de Galard, der angeblich zur Einziehung mehrerer Personen in die Armee der Koalitions-Tyrannen beigetragen hätte, im Zuge der Terrorherrschaft der Revolution vor die Militärkommission von Bayonne, mit Sitz in Auch, gebracht und am 16. April 1794 vom Henker Rascat unverzüglich guillotiniert. Die Marquise wurde in Lectoure eingekerkert und ihr Besitz beschlagnahmt. Die drei Söhne, ebenfalls verdächtig, verstecken sich im Wald, wo sie sich die dreitausend Livre teilen, die ihnen geblieben waren. Während der Älteste, Louis-Raymond-Charles, aufbrach, um in der konterrevolutionären Armee der Prinzen zu dienen, verstecken sich die beiden Jüngsten vorerst weitere Zeit in der Natur. Der damals fünfzehn Jahre alte Gustave de Galard unternahm dann eine lange Wanderung in weiblicher Verkleidung, was durch seine Jugendlichkeit und sein hübsches Gesicht erleichtert wurde. So entkam er nach Spanien und schiffte sich dort auf der Vriendshap d’Emden nach Amerika ein, aber ein Piratenangriff verschlug ihn nach Saint-Thomas in den Kleinen Antillen. Sein Bruder, der mit ihm zusammen, oder getrennt von ihm, ebenfalls auf die Insel Saint-Thomas gelangte, verstarb dort schon kurze Zeit später. Um seinen Lebensunterhalt zu verdienen, begann Gustave nun mit der Malerei, zuerst als Arbeiter, dann malte er Miniaturen. Er ging in die Vereinigten Staaten und ließ sich 1800 in Philadelphia nieder. Dort heiratete er Elisabeth Waidson, eine Kreolin. Danach wanderte nach England und dann in die Schweiz aus.
Nach Inkrafttreten einer Amnestie für die Èmigres konnte Galard nach Frankreich zurückkehren und zog 1802 nach Bordeaux, 9 rue de Condé, wo die Familie seiner Mutter ansässig war. Sein älterer Bruder Louis-Raymond-Charles ließ sich im Château de Magnas bei Saint-Clar nieder, einem Anwesen aus der Mitgift seiner Mutter, das der Beschlagnahme entgangen war. Gustave verdiente seinen Lebensunterhalt durch seine Malerei und die Anfertigung von Kupferstichen. 1815 begann er in Paris eine Ausbildung in Lithographie. Er veröffentlichte zahlreiche Sammelwerke seiner Stiche, etwa:
- Recueil des divers costumes des habitants de Bordeaux. 1818–1819 (bibliotheque.bordeaux.fr).
- L’Album bordelais (Caprices). 1823 (Commons).
- Les Taureaux de Bordeaux. 1825.
- L’album départemental (Bordeaux et ses environs). 1829.
- L’Album vignicole. 1835.

Er stellte kleine Auflagen seines Album périodique (1829, 1834) her, die er nur für seinen Verwandten- und Freundeskreis herausgab (er plante, dass es 100 Lieferungen pro Jahr geben sollte und dass seine Abonnenten erst nach Erhalt der letzten bezahlen müssten), aber seine Karikaturen von Louis-Philippe stießen auf harsche Ablehnung und brachten ihm einen Gefängnisaufenthalt ein.
Im Jahre 1838 debütierte er im Salon de Paris.
In der Mairie von Bordeaux, im Musée des beaux-arts de Bordeaux und im Musée d’Aquitaine sind viele Einzelwerke, Landschaftsgemälde und Porträts Galards aufbewahrt. Die Archive von Bordeaux besitzen zudem bedeutende Quellen zur Familie Galard.
Der Bordeaux-Heimatforscher Gustave Labat veröffentlichte 1896 eine umfangreiche Biographie Galards und einen Katalog seiner Werke.
Galard war der Vater des Genre- und Porträtmalers George de Galard († 1834).

## Werke

Porträts
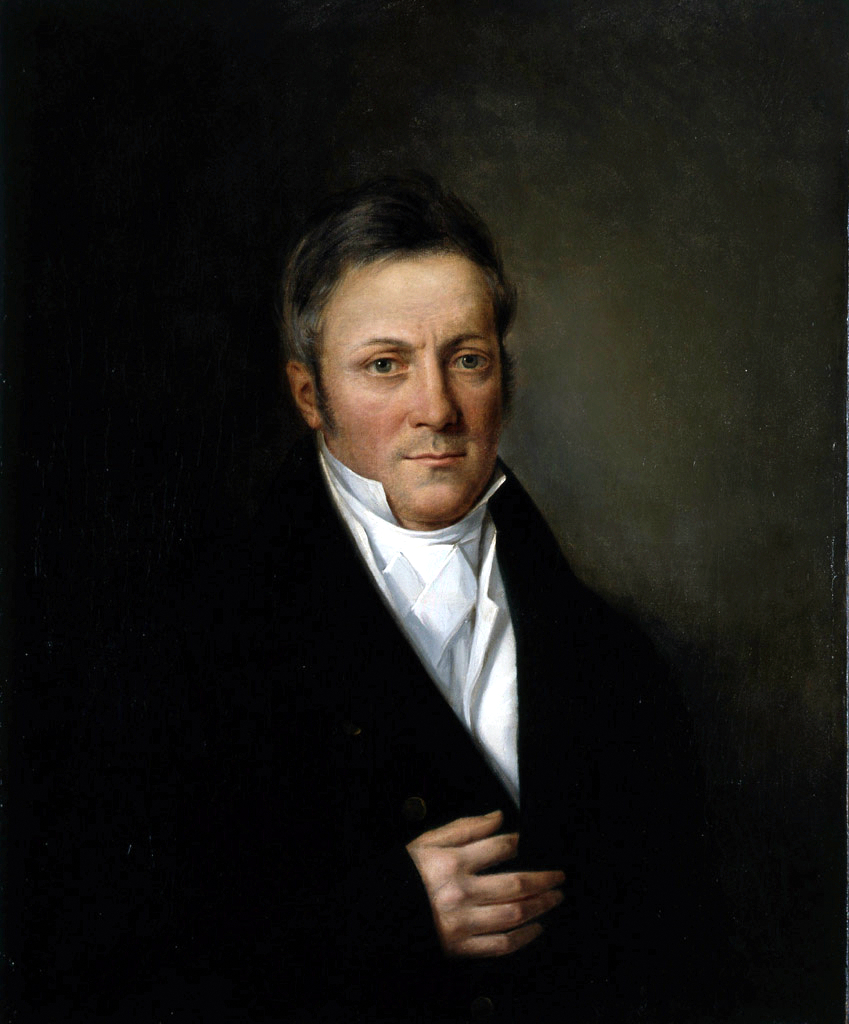
Antoine Merman
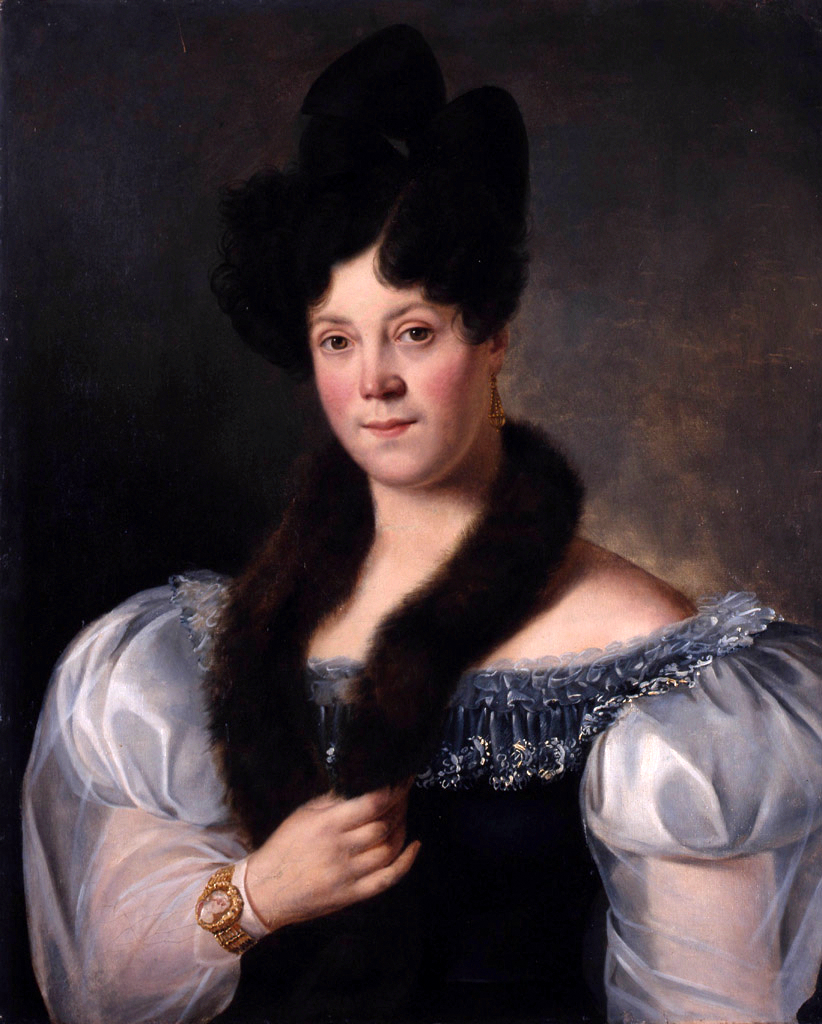
Marie-Caroline Merman
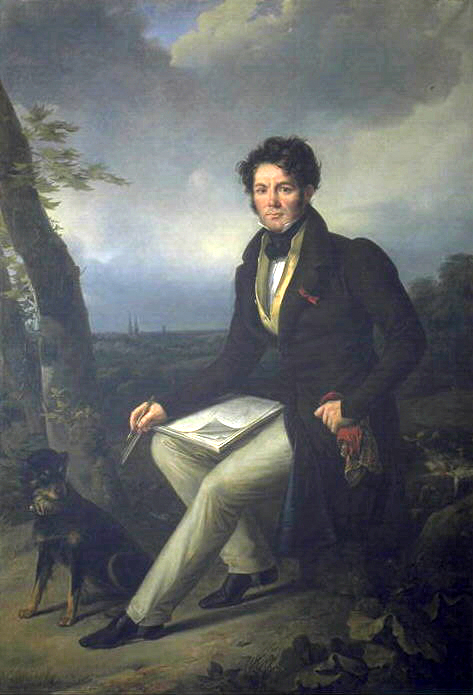
Jean Armand Mareilhac
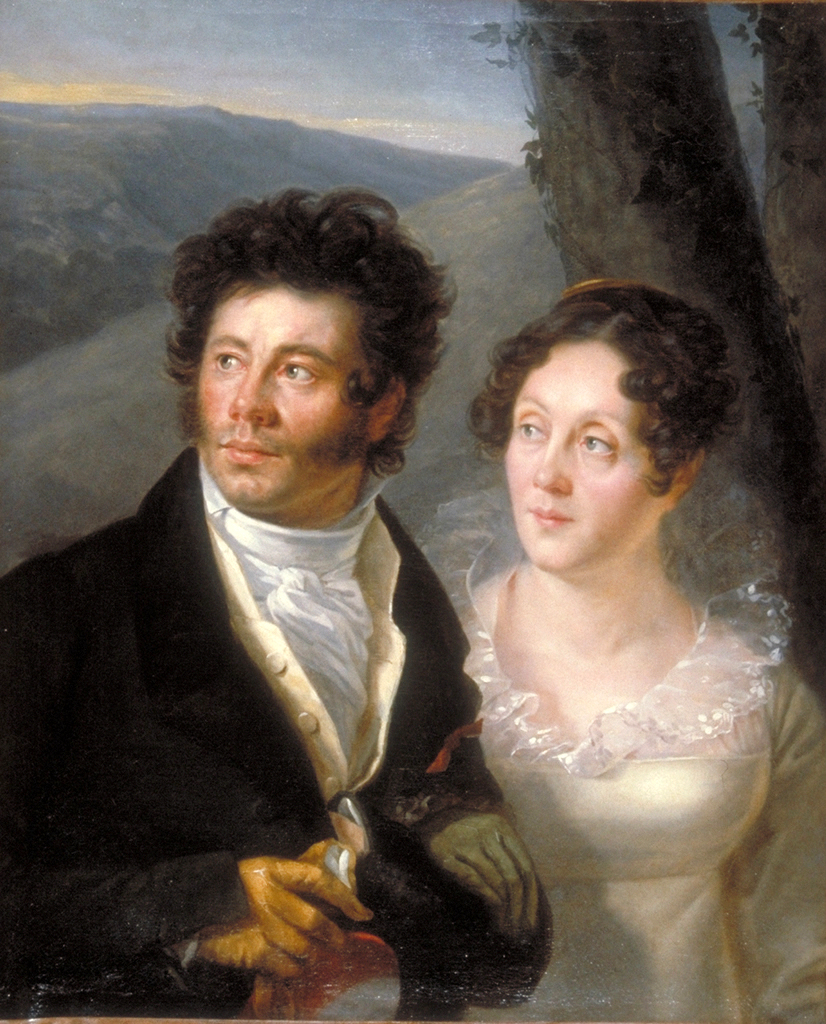
M. et Mme Marandon de Montyel

Gravuren von Gaulon nach Gustave de Galard
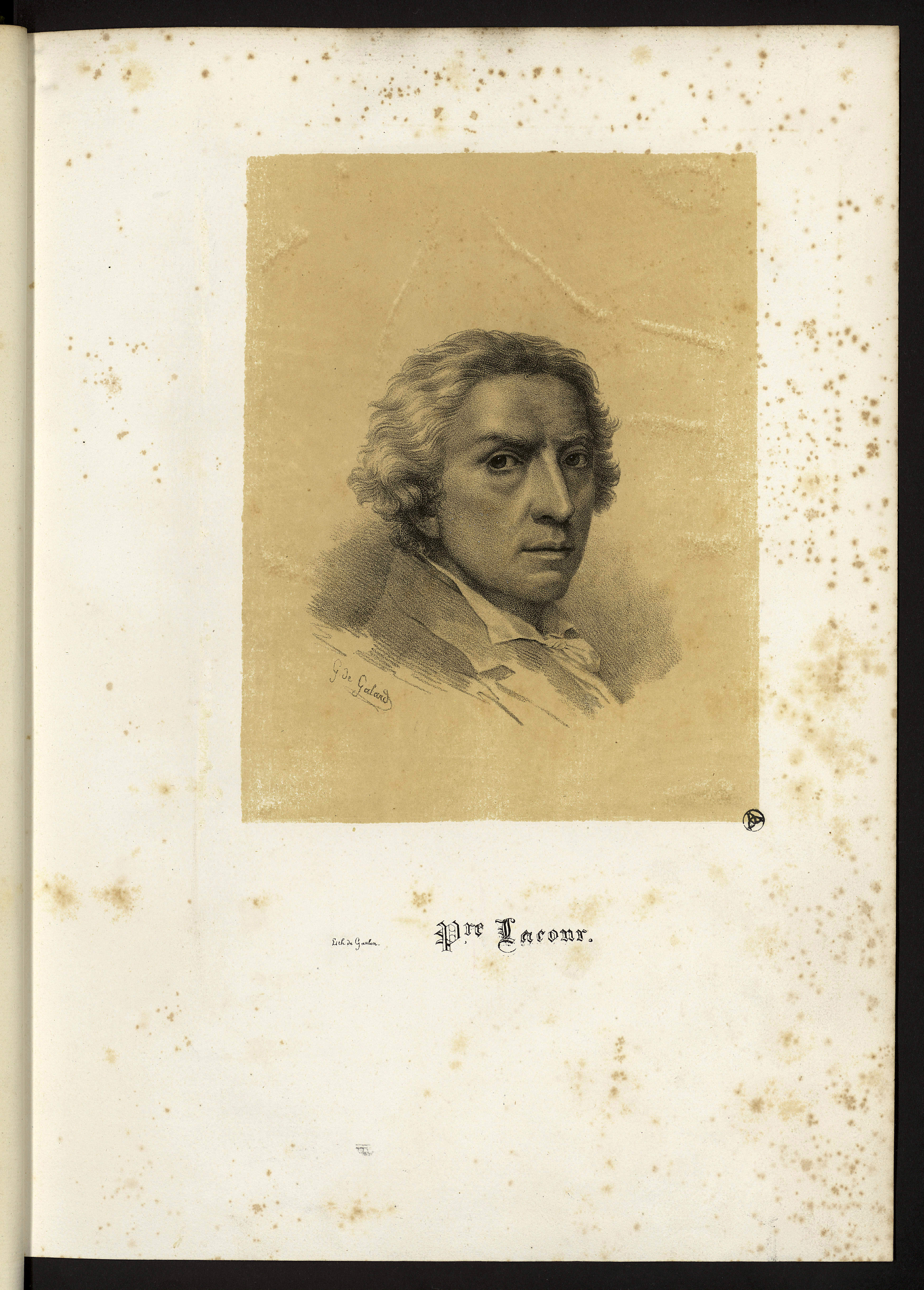
Pierre Lacour (1745–1814)
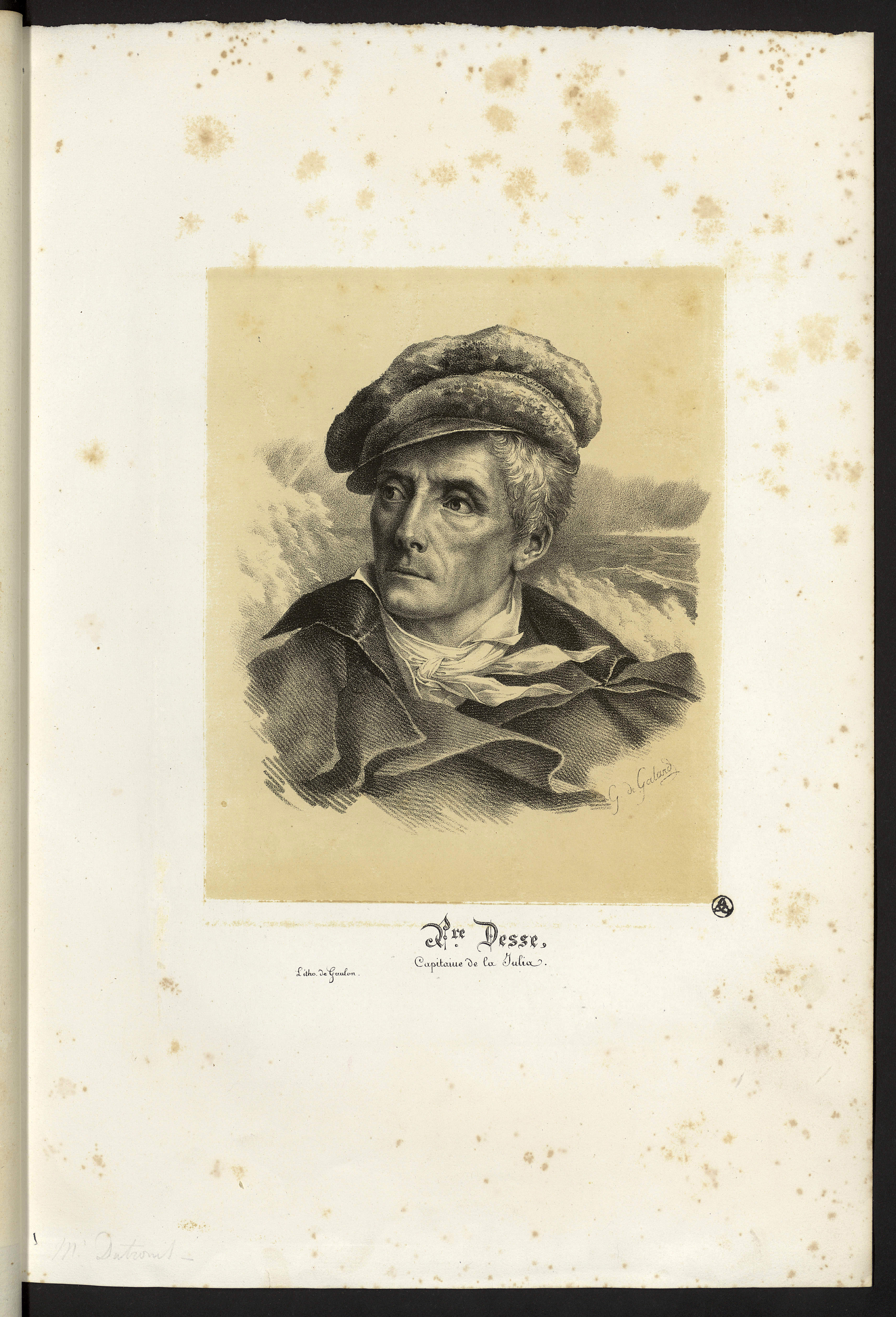
Pierre Desse
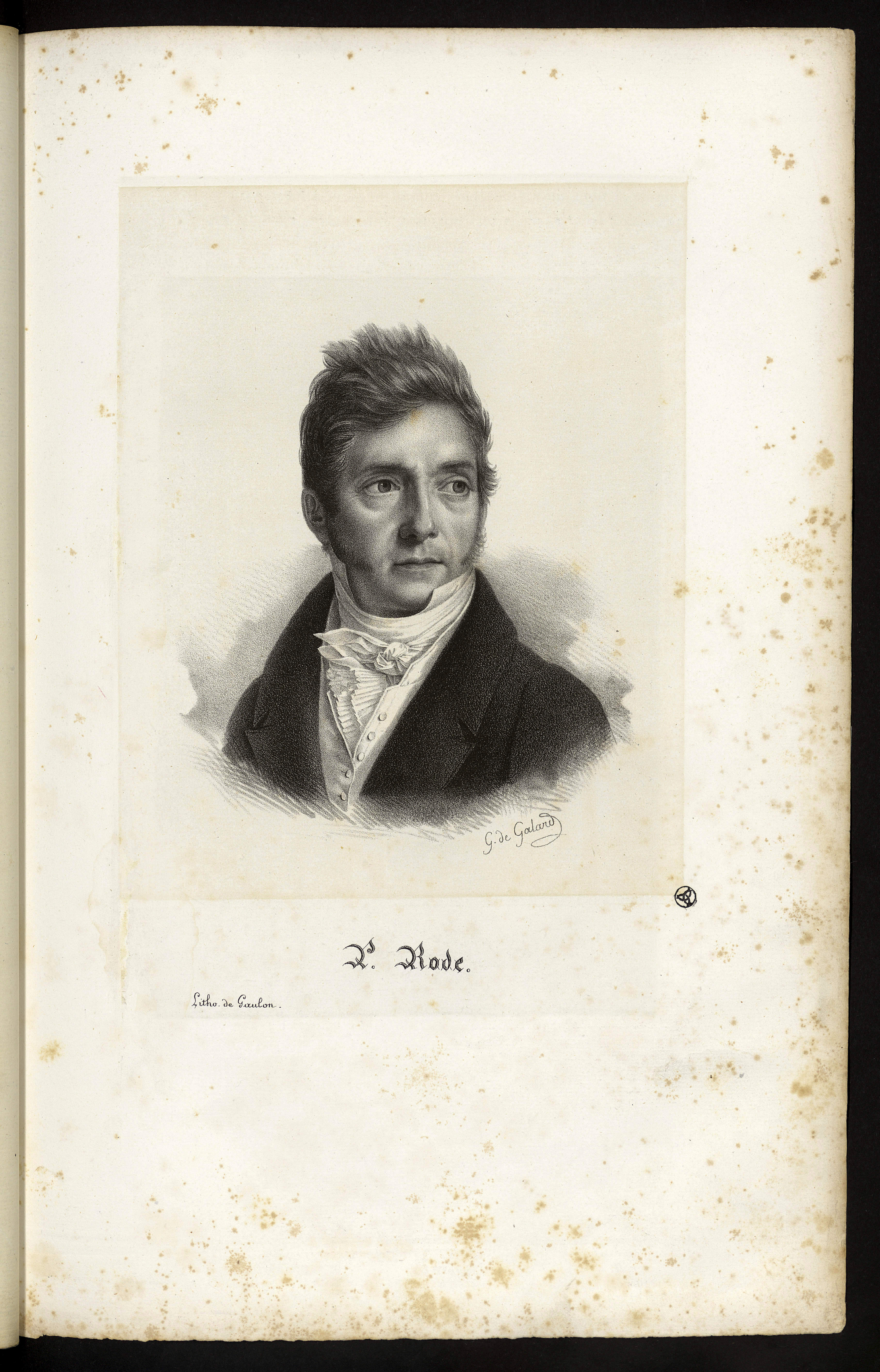
Pierre Rode
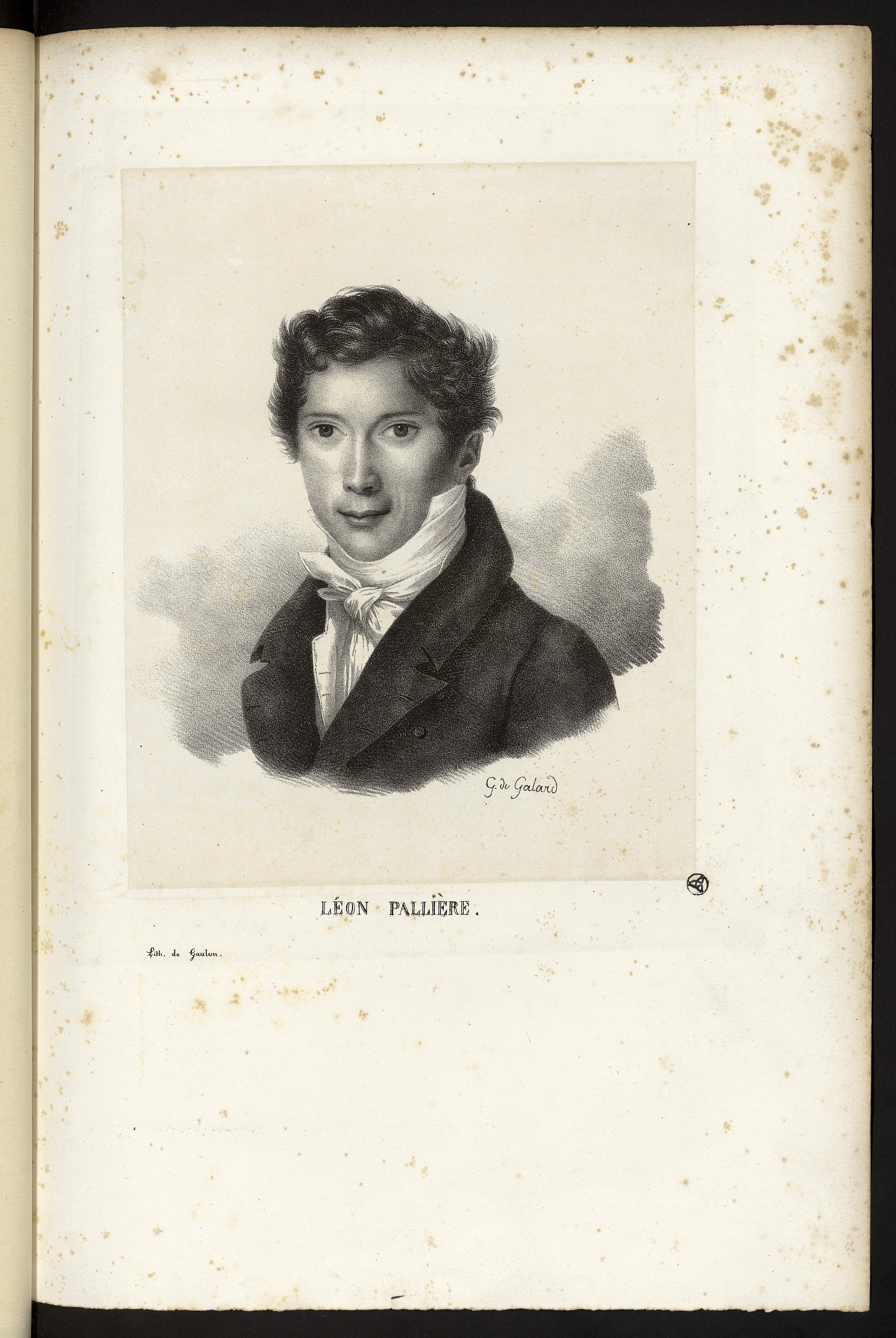
Louis-Vincent-Léon Pallière

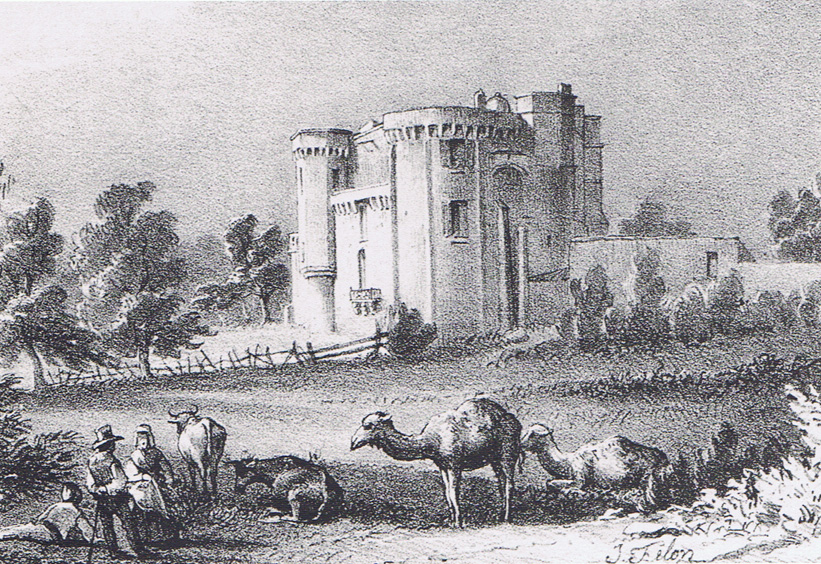
Des dromadaires dans les Landes de Gascogne, Lithographie von Joseph Félon
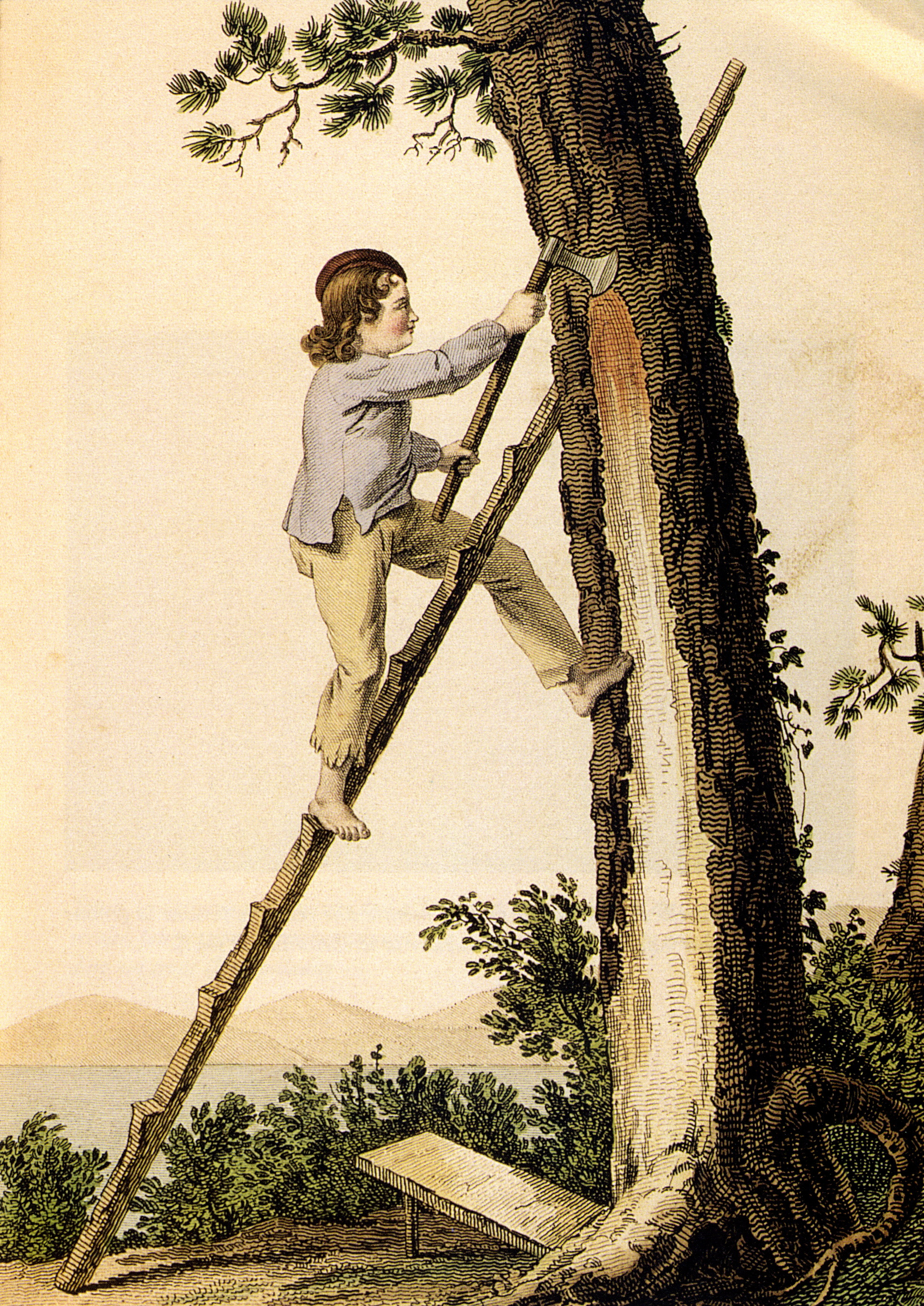
Gemmage dans les Landes, Stich nach G. de Galard
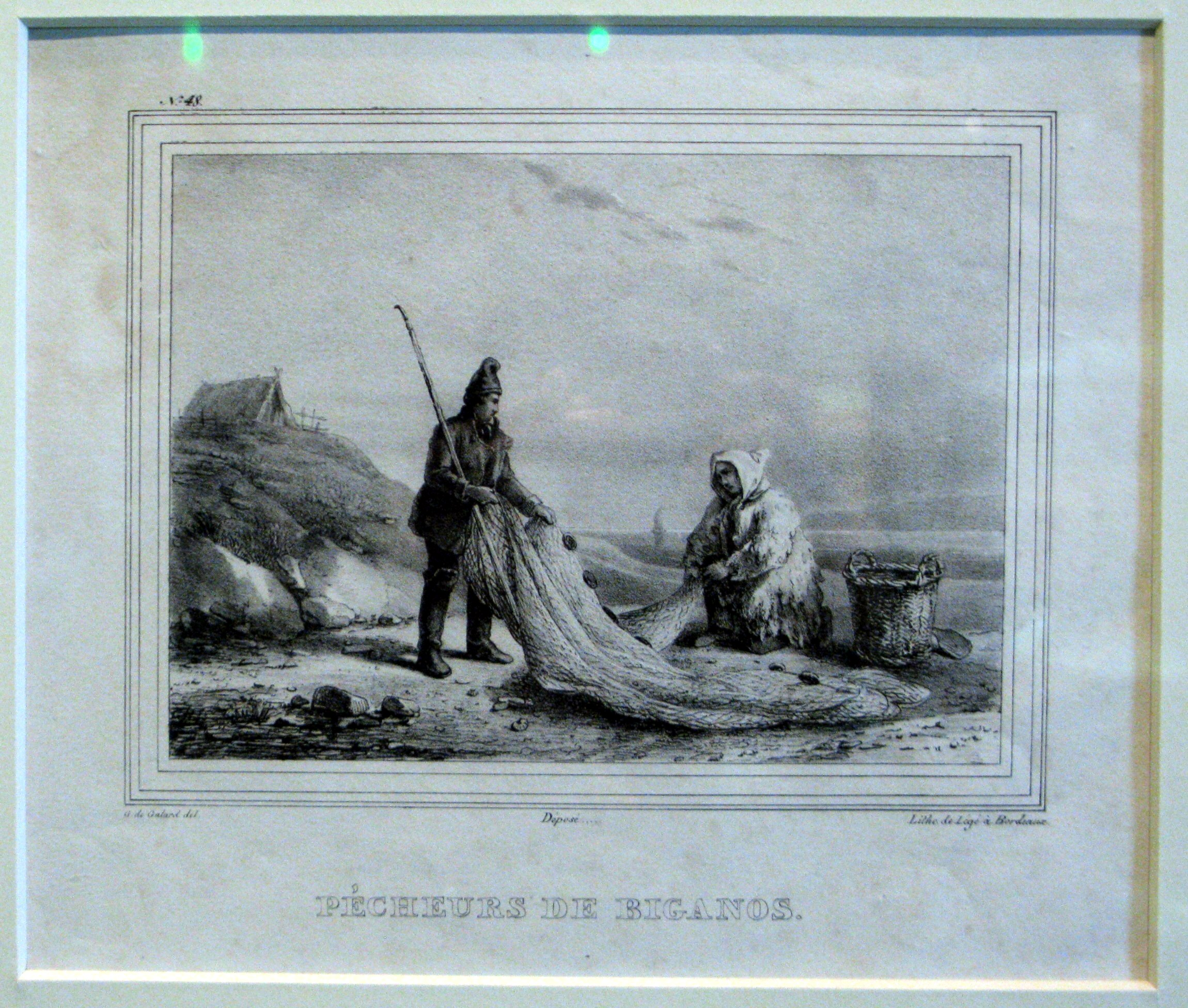
Pêcheurs de Biganos, Lithographie von Logé, nach G. de Galard
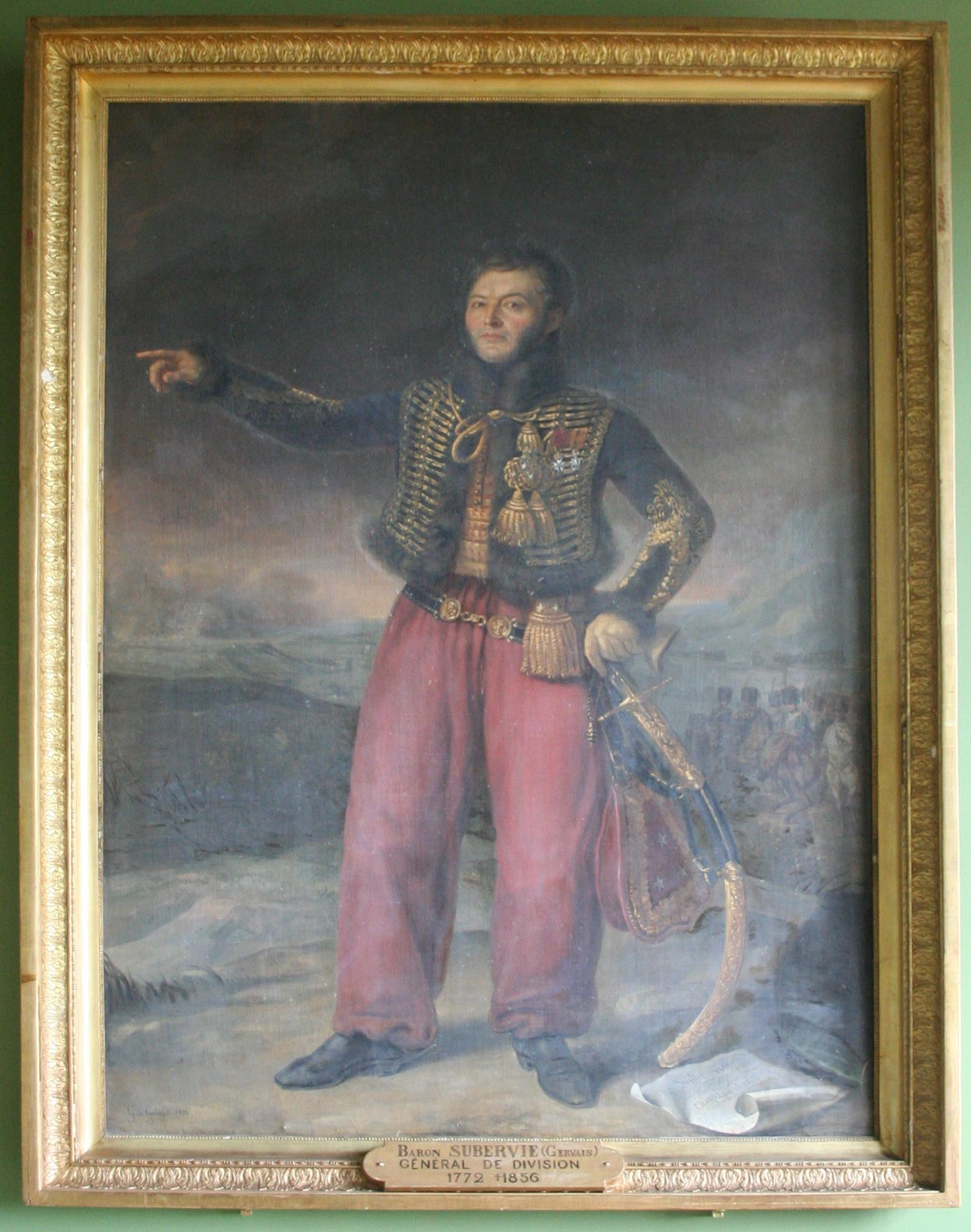
Porträt des Generals Subervie, Salle des illustres, Hôtel de ville Lectoure.